# Czas teraźniejszy
Czas teraźniejszy – kategoria gramatyczna (czas gramatyczny) czasownika, która najczęściej wskazuje na równoczesność trwania czynności i mówienia lub pisania o niej, np. używając piszę, nazywa się czynność wykonywaną w chwili mówienia. Podobnie za pomocą odpowiedniej formy można określić stan, w którym ktoś lub coś się znajduje (np. ty leżysz lub ono śpi). Czasu teraźniejszego używa się także wtedy, kiedy czynność wielokrotnie się powtarza (np. Marcin chodzi do szkoły).
Forma czasu teraźniejszego może być również wykorzystana do określenia czynności przeszłych (np. podczas narracji Wracam wczoraj z kina... – tzw. praesens historicum) oraz przyszłych (np. Jadę jutro do Inowrocławia).

## Odmiana
| Liczba            | Osoba             | Czasownik |
| ----------------- | ----------------- | --------- |
| liczba pojedyncza | 1. (ja)           | śpię      |
| liczba pojedyncza | 2. (ty)           | śpisz     |
| liczba pojedyncza | 3. (on, ona, ono) | śpi       |
| liczba mnoga      | 1. (my)           | śpimy     |
| liczba mnoga      | 2. (wy)           | śpicie    |
| liczba mnoga      | 3. (oni, one)     | śpią      |